# Maria Mitchell
Ne doit pas être confondu avec Maia Mitchell.
Pour les articles homonymes, voir Mitchell.

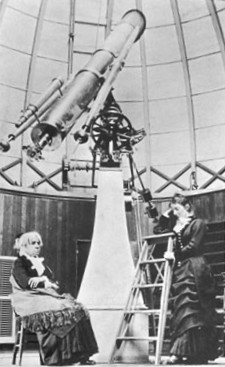
Maria Mitchell, assise dans le dôme du Vassar College Observatory, avec son étudiante Mary Watson Whitney vers 1877,.

Maria Mitchell, née le 1er août 1818 sur l'île de Nantucket et morte le 28 juin 1889 à Lynn, toutes les deux  dans le Massachusetts, est une astronome américaine.

## Biographie
Née de parents quakers - sa mère, Lydia Coleman Mitchell, est employée de bibliothèque et son père, William Mitchell, est instituteur et astronome amateur.Ses parents décident de lui donner la même éducation que les garçons, ce qui n'est pas courant pour l'époque. Elle découvre l'astronomie en assistant son père, William Mitchell, dans son observatoire.
À la fin des années 1830, elle est bibliothécaire au Nantucket Athenaeum et consulte les livres à sa disposition pour parfaire son éducation et sa culture. Le soir elle travaille avec son père. Il lui transmet sa passion pour l’astronomie et elle installe un observatoire sommaire sur le toit de la banque où il travaille. Elle passe la majorité de ses nuits à observer le ciel. 
Le 1er octobre 1847 à 22 h 30, Maria Mitchell aperçoit une comète grâce à son télescope : la « comète de mademoiselle Mitchell » (Miss Mitchell's Comet), dont le nom officiel est C/1847 T1 (Mitchell) (en),. 
Elle relève ses coordonnées que son père communique au professeur Bond, de l’Université Harvard, figure dominante de l’astronomie américaine. Deux jours plus tard à Rome, le père Francesco de Vico aperçoit la même comète. Comme le roi du Danemark Frédéric VI avait promis, depuis déjà seize ans, une médaille d’or à la première personne qui observerait une « comète télescopique » (comète non visible à l’œil nu), s'ensuit une querelle d'un an entre les deux observateurs pour prouver qui était dans son bon droit. 
Maria Mitchell, récompensée, est ensuite admise dans plusieurs institutions scientifiques américaines, comme l' American Academy of Arts and Sciences en 1848. Elle resta la seule jusqu'en 1942 car les femmes furent exclues de cette institution jusqu'à cette date. Elle intègre également l' American Association for the Advancement of Science en 1850 et l'American Philosophical Society en 1869. Elle devient la première Américaine nommée professeur d'astronomie,.
Plus tard, elle travaille à l'observatoire naval des États-Unis qui calcule les tables de positions de Vénus. Elle voyage ensuite à travers l'Europe avec l'écrivain Nathaniel Hawthorne et sa famille.
En 1865, elle devient professeur d'astronomie au Vassar College (encore une première aux États-Unis) et première enseignante titulaire de la jeune université. Elle est également nommée directrice du Vassar College Observatory. Plus tard, lorsqu'en dépit de son expérience, de sa renommée et de son ancienneté, elle apprend que son salaire est plus faible que celui de plusieurs jeunes astronomes, elle obtient d'être augmentée. 
La romancière Elizabeth Williams Champney qu'elle a eu pour élève au Vassar College lui dédie In the Sky Garden, publié en 1877.
En 1842, elle abandonne la foi quaker pour suivre les principes unitaristes.
En signe de protestation contre l'esclavage, elle refuse de porter des vêtements en coton. Elle est également l'amie de plusieurs militantes pour que le droit de vote des femmes soit accordé et est la cofondatrice de l'
Association for the Advancement of Women (en).
Pour des raisons de santé, elle est contrainte de quitter l'université de Vassar en 1888 et décède l'année suivante. Elle était un parent éloigné de Benjamin Franklin.

## Hommages
- Un observatoire sur son île natale (Observatoire Maria Mitchell (en)), un cratère (en) sur la Lune et un navire de la catégorie Liberty ship, ravitaillant le Royaume-Uni durant la Seconde Guerre mondiale portent son nom en hommage[3].
- Inscrite au National Women's Hall of Fame, elle est entrée en 1905, à titre posthume, au Hall of Fame for Great Americans.
- La Société astronomique Maria Mitchell est fondée en 1902 [11].